# Stanisława Małecka-Dymnicka
Stanisława Małecka-Dymnicka (ur. w 1925, zm. 10 czerwca 2015) – polska lekarka, prof. dr hab. n. med.

## Życiorys
Stopień doktora uzyskała w 1962 r., stopień doktora habilitowanego w 1968 r., a tytuł profesora nauk medycznych w 1989 r. Pracowała w Instytucie Pediatrii na Wydziale Lekarskim Akademii Medycznej w Gdańsku.
Zmarła 10 czerwca 2015.

## Odznaczenia
Nadano jej odznaczenia:
- 1995: Medal Komisji Edukacji Narodowej
- 1985: Medal Zasłużonego AMG
- 1981: Medal Zasłużonego Ziemi Gdańskiej
- 1980: Krzyż Kawalerski Orderu Odrodzenia Polski
- 1974: Złoty Krzyż Zasługi